# Xiruana tetraseta
Xiruana tetraseta là một loài nhện trong họ Anyphaenidae.
Loài này thuộc chi Xiruana. Xiruana tetraseta được Cândido Firmino de Mello-Leitão miêu tả năm 1939.